# Silvia Bastidas
Silvia Bastidas – wenezuelska judoczka.
Brązowa medalistka igrzysk Ameryki Środkowej i Karaibów w 1993 roku.